# Органы человека
Органы человека, Органы тела человека — основные наружные (в основном внешние) и внутренние образования (органы) человеческого тела.
Органы тела человека включаются в системы органов человека.

## Внешние образования
Основные наружные образования человеческого тела, сверху вниз, в том числе парные.
кожа,
голова — глаз — ухо — нос — рот — язык — зубы — нижняя челюсть — лицо — щека;
шея — горло — кадык — плечи;
рука — локоть — запястье — кисть — пальцы — большой палец;
грудь — живот — пупок — половые органы (половой член/мошонка или клитор/влагалище) — промежность — анальное отверстие;
таз — бедро — ягодица — колено — голень — икра — стопа — пальцы ног.

## Внутренние органы
Некоторые внутренние органы (по алфавиту):
гипофиз — двенадцатиперстная кишка — желудок — жёлчный пузырь — кишечник — лёгкие — матка — мочевой пузырь — надпочечники — паращитовидная железа — печень — поджелудочная железа — почки — простата — пищевод — селезёнка — сердце — тимус — червеобразный отросток — щитовидная железа — яички — яичники.

## Отделы головногомозга
- Конечный мозг
  - Полушарие большого мозга
- Промежуточный мозг
  - Таламическая область
  - Гипоталамус
- Ствол мозга
- Средний мозг
- Задний мозг
  - Варолиев мост
  - Мозжечок
- Продолговатый мозг

## Системы органов
Органы тела человека включаются в системы органов.
- Опорно-двигательная система: состоит из скелета и прикрепленных к нему мышц, составляющих опору тела и приводящих его в движение.
- Нервная система: получение, обработка и передача информации (мозг и нервы).
- Сердечно-сосудистая система: циркуляция крови в сердце и кровеносных сосудах (сердце, артерии, вены).
- Дыхательная система: обеспечение дыхания (лёгкие).
- Пищеварительная система: переработка пищи во рту, желудке и в кишечнике.
- Выделительная система: удаление продуктов обмена веществ из организма.
- Репродуктивная или половая система: размножение (половые органы).
- Эндокринная система: регуляция процессов в организме посредством гормонов.
- Иммунная система: защита от болезнетворных агентов.
- Покровная система: кожа, волосы и ногти.